# نادي تسارسكو سيلو صوفيا
نادي تسارسكو سيلو صوفيا هو نادي كرة قدم بلغاري من مدينة صوفيا يلعب في الدوري البلغاري الممتاز،تأسس النادي في 2015.